# Wijken en buurten in Beverwijk
De Nederlandse gemeente Beverwijk is voor statistische doeleinden onderverdeeld in wijken en buurten. De gemeente is verdeeld in de volgende statistische wijken:
- Wijk 00 Centrum (CBS-wijkcode:037500)
- Wijk 01 Vondelkwartier (CBS-wijkcode:037501)
- Wijk 02 Oranjebuurt (CBS-wijkcode:037502)
- Wijk 03 Kuenenkwartier (CBS-wijkcode:037503)
- Wijk 04 Warande (CBS-wijkcode:037504)
- Wijk 05 Noordwestelijk tuinbouwgebied (CBS-wijkcode:037505)
- Wijk 06 Oosterwijk en Zwaansmeer (CBS-wijkcode:037506)
- Wijk 07 Meerestein (CBS-wijkcode:037507)
- Wijk 08 Wijk aan Zee (CBS-wijkcode:037508)
- Wijk 09 De Pijp en Wijkerbroek (CBS-wijkcode:037509)

Een statistische wijk kan bestaan uit meerdere buurten. Onderstaande tabel geeft de buurtindeling met kentallen volgens het Centraal Bureau voor de Statistiek (2008):
| CBS-buurtcode | Buurtnaam                 | Inwonertal | Opp. totaal (ha) | Opp. land (ha) | Ligging                |
| ------------- | ------------------------- | ---------- | ---------------- | -------------- | ---------------------- |
| BU03750000    | Wijkertoren               | 650        | 6                | 6              | Locatie in de gemeente |
| BU03750001    | Meerplein                 | 1130       | 23               | 23             | Locatie in de gemeente |
| BU03750002    | Koningstraat              | 1620       | 16               | 16             | Locatie in de gemeente |
| BU03750003    | Burgerhartstraat          | 920        | 10               | 10             | Locatie in de gemeente |
| BU03750004    | Sint Aagtendorp           | 760        | 6                | 6              | Locatie in de gemeente |
| BU03750005    | Reguliersstraat           | 1060       | 8                | 8              | Locatie in de gemeente |
| BU03750100    | Vondellaan                | 980        | 44               | 44             | Locatie in de gemeente |
| BU03750101    | Ronde Boogaard            | 2830       | 30               | 30             | Locatie in de gemeente |
| BU03750109    | Westerhout                | 20         | 52               | 52             | Locatie in de gemeente |
| BU03750200    | Oranjebuurt               | 580        | 9                | 9              | Locatie in de gemeente |
| BU03750201    | Oud Sportpark             | 640        | 8                | 8              | Locatie in de gemeente |
| BU03750202    | Beijnes                   | 550        | 18               | 18             | Locatie in de gemeente |
| BU03750300    | Plantage                  | 1700       | 16               | 16             | Locatie in de gemeente |
| BU03750301    | Oostertuinen              | 1950       | 20               | 20             | Locatie in de gemeente |
| BU03750302    | Kuenenplein               | 1410       | 15               | 15             | Locatie in de gemeente |
| BU03750303    | De Naald                  | 470        | 4                | 4              | Locatie in de gemeente |
| BU03750400    | Warande                   | 850        | 20               | 20             | Locatie in de gemeente |
| BU03750401    | De Horn                   | 620        | 10               | 10             | Locatie in de gemeente |
| BU03750500    | Westertuinen              | 2420       | 46               | 46             | Locatie in de gemeente |
| BU03750501    | Creutzberglaan            | 790        | 124              | 124            | Locatie in de gemeente |
| BU03750600    | Oosterwijk                | 2950       | 35               | 35             | Locatie in de gemeente |
| BU03750601    | Zwaansmeer                | 1360       | 46               | 46             | Locatie in de gemeente |
| BU03750700    | Bleriotlaan               | 1670       | 22               | 22             | Locatie in de gemeente |
| BU03750701    | Fokkerlaan                | 950        | 14               | 14             | Locatie in de gemeente |
| BU03750702    | Wijkerbaan                | 2170       | 28               | 28             | Locatie in de gemeente |
| BU03750703    | Overbos                   | 800        | 26               | 26             | Locatie in de gemeente |
| BU03750800    | Wijk aan Zee              | 2090       | 157              | 157            | Locatie in de gemeente |
| BU03750801    | Industriegebied Hoogovens | 10         | 324              | 324            | Locatie in de gemeente |
| BU03750900    | De Pijp                   | 70         | 158              | 146            | Locatie in de gemeente |
| BU03750901    | Kagerweg                  | 40         | 181              | 154            | Locatie in de gemeente |
| BU03750909    | Wijkerbroek               | 3280       | 428              | 420            | Locatie in de gemeente |